# Ипсвич (Јужна Дакота)
Ипсвич (енгл. Ipswich) град је у америчкој савезној држави Јужна Дакота.

## Демографија
По попису из 2010. године број становника је 954, што је 11 (1,2%) становника више него 2000. године.
| Група             | 2000.       | 2010.       |
| Белци             | 926 (98,2%) | 928 (97,3%) |
| Афроамериканци    | 2 (0,2%)    | 1 (0,1%)    |
| Азијати           | 1 (0,1%)    | 1 (0,1%)    |
| Хиспаноамериканци | 6 (0,6%)    | 7 (0,7%)    |
| Укупно            | 943         | 954         |